# Okręgowe rozgrywki w piłce nożnej woj. warmińsko-mazurskiego (2020/2021)
Okręgowe rozgrywki w piłce nożnej województwa warmińsko-mazurskiego prowadzone są przez Warmińsko-Mazurski Związek Piłki Nożnej, rozgrywane są na czterech poziomach ligowych z podziałem na grupy. 
Drużyny z województwa warmińsko-mazurskiego występujące w ligach centralnych i makroregionalnych:
- Ekstraklasa - brak
- I liga - Stomil Olsztyn
- II liga - Olimpia Elbląg
- III liga - Huragan Morąg, Sokół Ostróda, Znicz Biała Piska, Concordia Elbląg, GKS Wikielec

Rozgrywki okręgowe
- IV Liga (V poziom rozgrywkowy)
- Klasa Okręgowa - 2 grupy (VI poziom rozgrywkowy)
- Klasa A - 4 grupy (VII poziom rozgrywkowy)
- Klasa B - 3 grupy (VIII poziom rozgrywkowy)

## IV liga
| Lp. | Drużyna                    | M  | Z  | R  | P  | Bramki | Bramki | Różn. | Pkt | Uwagi                     |
| --- | -------------------------- | -- | -- | -- | -- | ------ | ------ | ----- | --- | ------------------------- |
| 1   | Mamry Giżycko (A)          | 34 | 27 | 4  | 3  | 125    | 41     | +84   | 85  | Awans do III ligi         |
| 2   | Mrągowia Mrągowo           | 34 | 25 | 3  | 6  | 84     | 37     | +47   | 78  |                           |
| 3   | Polonia Lidzbark Warmiński | 34 | 21 | 5  | 8  | 98     | 45     | +53   | 68  |                           |
| 4   | Motor Lubawa               | 34 | 20 | 7  | 7  | 69     | 38     | +31   | 67  |                           |
| 5   | Jeziorak Iława             | 34 | 16 | 8  | 10 | 89     | 61     | +28   | 56  |                           |
| 6   | Granica Kętrzyn            | 34 | 16 | 6  | 12 | 65     | 50     | +15   | 54  |                           |
| 7   | Olimpia II Elbląg          | 34 | 16 | 5  | 13 | 65     | 51     | +14   | 53  |                           |
| 8   | MKS Korsze                 | 34 | 15 | 7  | 12 | 66     | 60     | +6    | 52  |                           |
| 9   | Zatoka Braniewo            | 34 | 15 | 4  | 15 | 66     | 65     | +1    | 49  |                           |
| 10  | Mazur Ełk                  | 34 | 14 | 7  | 13 | 58     | 45     | +13   | 49  |                           |
| 11  | Pisa Barczewo (B)          | 34 | 14 | 6  | 14 | 75     | 77     | −2    | 48  |                           |
| 12  | Błękitni Pasym (B)         | 34 | 13 | 5  | 16 | 64     | 80     | −16   | 44  |                           |
| 13  | Błękitni Orneta            | 34 | 7  | 11 | 16 | 21     | 38     | −17   | 32  |                           |
| 14  | Tęcza Biskupiec (S)        | 34 | 9  | 3  | 22 | 48     | 104    | −56   | 30  | Spadek do klasy okręgowej |
| 15  | GSZS Rybno (S)             | 34 | 8  | 5  | 21 | 53     | 101    | −48   | 29  | Spadek do klasy okręgowej |
| 16  | Warmia Olsztyn (S)         | 34 | 8  | 5  | 21 | 44     | 99     | −55   | 29  | Spadek do klasy okręgowej |
| 17  | Olimpia Olsztynek (S)      | 34 | 6  | 5  | 23 | 47     | 102    | −55   | 23  | Spadek do klasy okręgowej |
| 18  | Stomil II Olsztyn (S)      | 34 | 5  | 6  | 23 | 47     | 94     | −47   | 21  | Spadek do klasy okręgowej |

- Błękitni Orneta utrzymali się w IV lidze po decyzji PZPN utrzymującej GKS Wikielec w III lidze.

## Baraże o IV ligę
- Pisa Barczewo - Rominta Gołdap 2:1/1:0
- Błękitni Pasym - Unia Susz 5:1/4:5

## Klasa okręgowa

### grupa I
- awans: DKS Dobre Miasto
- spadek: SKS Szczytno, Jurand Barciany, Kłobuk Mikołajki, Cresovia Górowo Iławeckie

### grupa II
- awans: Polonia Iłowo
- spadek:Barkas Tolkmicko, Orzeł Janowiec Kościelny, Fortuna Dorotowo Gągławki, LKS Różnowo, GKS Stawiguda

## Baraże o klasę okręgową

### Wstępne
- SKS Szczytno - Orzeł Janowiec Kościelny 3:4 po dogr.

### Główne
- Orzeł Janowiec Kościelny - KS Wojciechy 0:3 v.o./2:0
- Victoria Bartoszyce - Rona 03 Ełk 2:7/1:4
- Barkas Tolkmicko - Ossa Biskupiec Pomorski 1:4/0:5 v.o.

### Uzupełniające
- Barkas Tolkmicko - Victoria Bartoszyce 0:4

Baraż został zarządzony po decyzji PZPN utrzymującej GKS Wikielec w III lidze.

## Klasa A

### grupa I
- awans: Pojezierze Prostki, Rona 03 Ełk
- spadek: GKS Dźwierzuty

### grupa II
- awans: MKS Miłakowo (Zatoka II Braniewo zrezygnowała z awansu, a Pomowiec Gronowo Elbląskie z baraży)
- spadek: Zalew Frombork

### grupa III
- awans: Naki Olsztyn, KS Wojciechy (Leśnik Nowe Ramuki zrezygnował z awansu)
- spadek: Orzeł Czerwonka

### grupa IV
- awans: Czarni Rudzienice, Ossa Biskupiec Pomorski
- spadek: Wicher Gwiździny

## Baraże o klasę A

### 1/2 finału
- FC Dajtki - Start Kruklanki 2:1
- Piast Wilczęta - Avista Łążyn 8:0

### Finał
- Avista Łążyn - Start Kruklanki 4:0

Start Kruklanki też się utrzymał w klasie A po decyzji PZPN utrzymującej GKS Wikielec w III lidze.

## Klasa B

### grupa I
- awans: Błękitni Stary Olsztyn, KS Łęgajny

### grupa II
- awans: Warmiak Łukta, Kormoran Bynowo

### grupa III
- awans: KS Mroczno, Osa Ząbrowo

## Wycofania z rozgrywek
Tęcza II Biskupiec, Stomil II Olsztyn, GKS Dźwierzuty

## Nowe zespoły
Mini Soccer Academy Mrągowo, CWKS 2020 Lamkowo, GKS II Szczytno, Torpeda Rożental, Orzyc Janowo, Zryw Jedwabno, PFT Sampława